# جمع خالی
در ریاضیات جمع خالی یا جمع پوچیک جمع که است که در آن تعداد عناصری که باید با هم جمع شوند، صفر است. بنابر توافق مقدار هر جمع خالی از اعداد، همانی جمع، صفر است.
اگر a1,a2,a3,... دنباله‌ای از اعداد باشند و اگر:
{\displaystyle s_{m}=\sum _{i=1}^{m}a_{i}=a_{1}+\ldots +a_{m}}
جمع اولین m جمله از دنباله باشد. آنگاه:
{\displaystyle s_{m}=a_{m}+s_{m-1}}
برای تمام m = ۱٬۲،... ارائه شده ما از توافق استفاده می‌کنیم: {\displaystyle s_{1}=a_{1}} و {\displaystyle s_{0}=0}.